# 544
Năm 544 là một năm trong lịch Julius.

## Sự kiện
- Tháng 2: Lý Bí xưng là Hoàng đế và đặt tên nước là Vạn Xuân